# Полная мера
«Полная мера» (англ. Full Measure) — тринадцатый эпизод и финал третьего сезона американского драматического телесериала «Во все тяжкие» и тридцать третий во всём сериале. Автор сценария и режиссёр — Винс Гиллиган. Эпизод вышел на канале AMC в США 13 июня 2010 года.

## Сюжет
Во флешбеке 1993 года Уолтер и Скайлер Уайт, беременная Уолтером-младшим, показывают риелтору дом, в котором они в итоге будут жить. Уолт, который тогда работал в престижной Сандийской лаборатории, представляет себе светлое будущее с тремя детьми и беспокоится, что они не ставят перед собой достаточно высоких целей, выбирая «стартовый дом».
В настоящем, после того как Джесси Пинкман пускается в бега, Уолт встречается с Гусом Фрингом и Майком Эрмантраутом, чтобы договориться о безопасности его и Джесси. Уайт умоляет Гуса закрыть глаза на произошедшее, позволить ему вернуться к готовке и согласиться забыть о Джесси. Фринг соглашается, но сообщает Уолту, что сам выберет замену Пинкману.
На следующий день Уолтер приходит в лабораторию и узнаёт, что Гейл Беттикер вернулся к должности его напарника, а Виктор теперь постоянно их контролирует. Тем же вечером Гус приходит к Гейлу в квартиру и сообщает ему о раке Уолта. Фринг говорит Беттикеру, что тот должен изучить метод приготовления мета Уайта, чтобы подготовиться к «наихудшему сценарию».
Майк требует, чтобы Сол Гудман сообщил ему, где находится Джесси. Когда Майк начинает ему угрожать, Сол позволяет Эрмантрауту взглянуть на блокнот с фальшивым адресом трейлерного парка в Виргинии. Позже Уолт и Сол встречают Джесси, который прячется в местном лазертаге. Уайт рассказывает Пинкману о сложившейся ситуации и объясняет, что, когда Гейл будет готов взять власть в свои руки, от них избавятся. Они решают, что должны убить Беттикера. Уолт говорит, что сделает это, а Джесси нужно найти адрес Гейла. Позже в тот же вечер Джесси звонит Уолту и сообщает ему адрес квартиры Беттикера.
Когда Уолт выходит из дома, чтобы убить Гейла, появляется Виктор и заявляет, что в лаборатории произошла утечка химикатов. Уайт подозревает, что это обман, но вынужден ехать с Виктором. Прибыв в прачечную самообслуживания, Уолт видит Майка, что подтверждает его подозрения. Моля о пощаде, Уайт предлагает им выдать местоположение Джесси. Майк требует сообщить ему это, но Уолт говорит, что ему нужно позвонить Джесси и договориться о встрече. Когда Пинкман отвечает на звонок, Уолт говорит ему, чтобы тот убил Гейла, пока Виктор и Майк не отобрали у него телефон. Когда Уайт называет им адрес Гейла, Эрмантраут и Виктор понимают, что он велел сделать Джесси. Виктор тут же едет к Беттикеру; Майк остаётся с Уолтом и пытается предупредить Гейла, но тот не слышит телефонного звонка. Джесси приходит в квартиру Беттикера и направляет на него пистолет. Гейл молит о пощаде, но плачущий Пинкман неохотно спускает курок.

## Производство
Эпизод заканчивается тем, что Джесси направляет пистолет на Гейла и стреляет прямо в экран, при этом смерть Гейла не показана. Это привело к широким спекуляциям среди фанатов и рецензентов о том, что Пинкман на самом деле не убил Беттикера, а просто выстрелил в сторону от него. Однако Гиллиган сказал, что не собирался делать эту сцену загадочной и считал, что она ясно показывает, что Гейл умер.

## Реакция
Брайан Крэнстон получил третью прайм-таймовую «Эмми» за лучшую мужскую роль в драматическом сериале за свою игру в этом эпизоде.

### Зрительская аудитория
При первом показе эпизод посмотрели 1,56 миллиона американских зрителей, а рейтинг среди зрителей в возрасте от 18 до 49 лет составил 0,7/2.

### Отзывы критиков
Тим Гудман из San Francisco Chronicle высоко оценил развитие персонажей в этом сезоне, назвав финал «восклицательным знаком в мучительном путешествии Джесси». Морин Райан из Chicago Tribune считает, что в эпизоде «хорошо сочетаются экшен и раскрытие персонажей». Донна Боуман из The A.V. Club заявила, что этот эпизод «должен закрепить за этим сезоном «Во все тяжкие» статус одного из лучших драматических достижений телевидения». Сет Амитин из IGN поставил «Полной мере» 9 баллов, отметив, что «это был не лучший эпизод в этом сезоне, но всё равно хороший».
Финал эпизода, в котором Пинкман нерешительно стреляет в Гейла в упор, получил высокую оценку критиков. Стивен Лагойя, автор сценария для Screen Rant, сказал, что этот момент был ключевым для развития характера Джесси, назвав сцену «довольно мрачным и тревожным моментом». Различные критики назвали смерть Беттикера одной из самых печальных и шокирующих смертей в сериале. Аманда Хардинг сказала, что смерть Гейла стала поворотным моментом в отношениях Джесси и Уолтера, а также добавила, что концовка ещё больше подтолкнула Уайта к тому, чтобы стать его более мрачной личностью, Хайзенбергом.
В 2019 году The Ringer поставил «Полную меру» на второе место в списке 62 лучших серий «Во все тяжкие». Vulture поставил её на 17-е место в общем списке.